# Itsutsuji-dōri
Pour les articles homonymes, voir Itsutsuji.
L'Itsutsuji-dōri (五辻通, Itsutsuji-dōri) est une voie du centre-nord de Kyoto, dans l'arrondissement de Kamigyō. Orientée est-ouest, elle débute à l'Ōmiya-dōri (en) et termine au croisement entre le Kamishichiken-dōri et l'Onmae-dōri (en). 

## Description

### Situation
L'Itsutsuji-dōri est une rue de l'arrondissement de Kamigyō, dans le centre-nord de la ville, traversant les quartiers de Kanze-chō (観世町)[réf. nécessaire], Itsutsuji-chō (五辻町), Isshiki-chō (一色町)[réf. nécessaire], Nishiitsutsuji-higashimachi (西五辻東町), Furoya-chō (風呂屋町), Suehiro-chō (末広町)[réf. nécessaire], Mizomae-chō (溝前町)[réf. nécessaire], Katahara-chō (片原町)[réf. nécessaire], Higashiyanagi-chō (東柳町)[réf. nécessaire], Nishiyanagi-chō (西柳町)[réf. nécessaire], Shinsei-chō (真盛町)[réf. nécessaire] et de Shakenagaya-chō (社家長屋町)[réf. nécessaire],. Elle suit l'Imadegawa-dōri (今出川通) et le Kamishichiken-dōri (上七軒通), qu'elle finit par rejoindre, et précède le Kamidachiuri-dōri (上立売通),. Elle va d'Ōmiya à l'est à Onmae à l'ouest et se situe dans le Nishijin (西陣), secteur historique de l'industrie textile à Kyoto. Une partie sinueuse de petites rues à l'est d'Ōmiya qui continue jusqu'au Karasuma-dōri (en) (烏丸通) via les bâtiments arrières de l'université Dōshisha.
La rue mesure quelque 1 200 mètres,. La circulation se fait en sens unique de l'est vers l'ouest, à l'exception de la portion entre Shichihonmatsu et Kamishichiken, où la circulation se fait d'ouest en est[réf. nécessaire]. La rue est large d'environ 1,5 voie.

### Voies rencontrées
De l'est vers l'ouest. Les voies rencontrées de la droite sont mentionnées par (d), tandis que celles rencontrées de la gauche, par (g). Seules les rues portant un nom sont listées.
1. Ōmiya-dōri (en) (大宮通)
2. Chiekōin-dōri (智恵光院通)
3. Jōfukuji-dōri (浄福寺通)
4. Senbon-dōri (en) (千本通)
5. Rokkenmachi-dōri (六軒町通)
6. Shichihonmatsu-dōri (ja) (七本松通)
7. Kamishichiken-dōri (上七軒通)
8. Onmae-dōri (en) (御前通)

- Sources : (ja) Université Ritsumeikan Asia Pacific (en), « 近代京都オーバーレイマップ », sur Art Research Center,‎ 2022 (consulté le 17 décembre 2022).

### Transports en commun
Les services de transports en commun de la ville n'y passent pas.

## Odonymie
Le nom « Itsutsuji », qui signifie grossièrement « cinq intersections », ne fait pas référence à cinq carrefours importants sur la rue, mais fait plutôt référence à l'Itsutsuji-dono (五辻殿), un manoir servant de résidence pour la princesse Shōshi (ja) (頌子内親王), qui était une saiin (斎院), qui était un poste de grande prêtresse servant au sanctuaire Kamo attribué aux princesses de cette lignée.
Une autre théorie derrière le nom est le fait qu'il y aurait eu cinq puits où se trouve la rue.

## Histoire
La date de création de la rue est inconnue, mais la rue existait déjà durant l'époque de Heian. Durant l'époque d'Edo, la rue faisait partie d'un quartier commercial spécialisé dans la vente de fils à tisser et était connu comme un des huit grands quartiers du fil (糸屋八町, Itoya Hacchō). Durant l'ère Genroku, on y retrouvait cinq grandes boutiques de fils. Depuis, les boutiques se sont dispersées, mais certaines sont toujours présentes sur la rue.

## Patrimoine et lieux d'intérêt
On peut trouver sur la rue plusieurs maisons de ville traditionnelles, dont certaines abritent encore des boutiques spécialisées dans la vente de fils,,.
Sur le côté nord de la rue, entre Chiekōin et Jōfukuji, se dresse le temple Honryū-ji (ja) (本隆寺). Le temple bouddhiste fait partie du mouvement Shimon (ja) (真門流) de l'école Hokke (de) (法華宗) et a survécu le grand incendie de l'époque d'Edo, d'où son surnom le temple qui ne brûle pas (不焼寺, Yakezu no tera). Entre Jōfukuji et Senbon se trouve le monument aux ruines de l'Itsutsuji-dono, manoir de la princesse Shōshi. Après Senbon se trouve Itsutsuji no Konbu (五辻の昆布), un magasin général ouvert depuis 1902. Juste avant Shichihonmatsu, on peut voir le Daihōon-ji, temple bouddhiste japonais, dont le hall principal, le Senbon Shakadō (千本釈迦堂), est le plus ancien temple bouddhiste à Kyoto. La rue termine sur Onmae, devant le Kitano Tenman-gū, un des plus importants sanctuaires Shinto de la ville,.

Quelques lieux d'intérêts
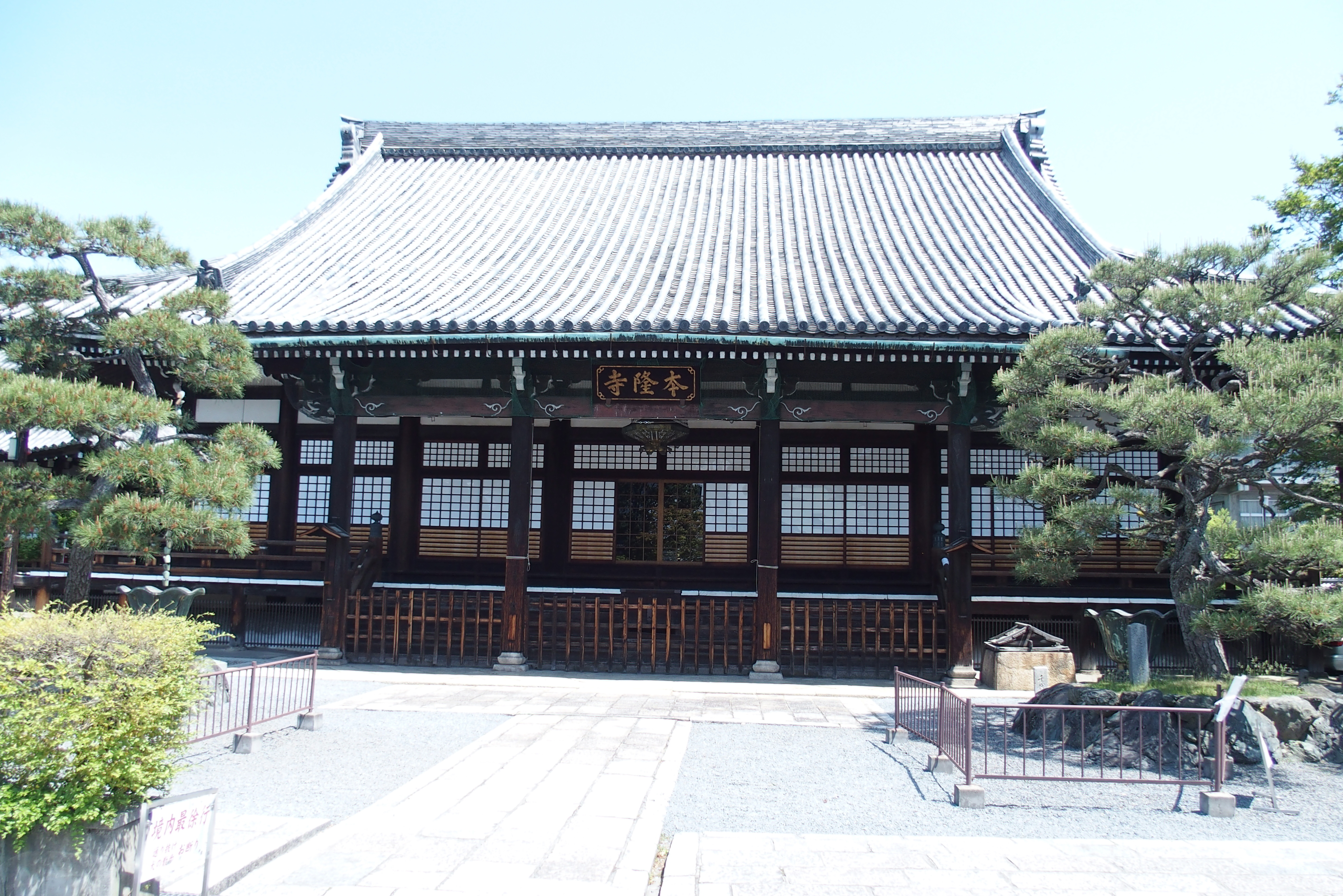
Le Honryū-ji.
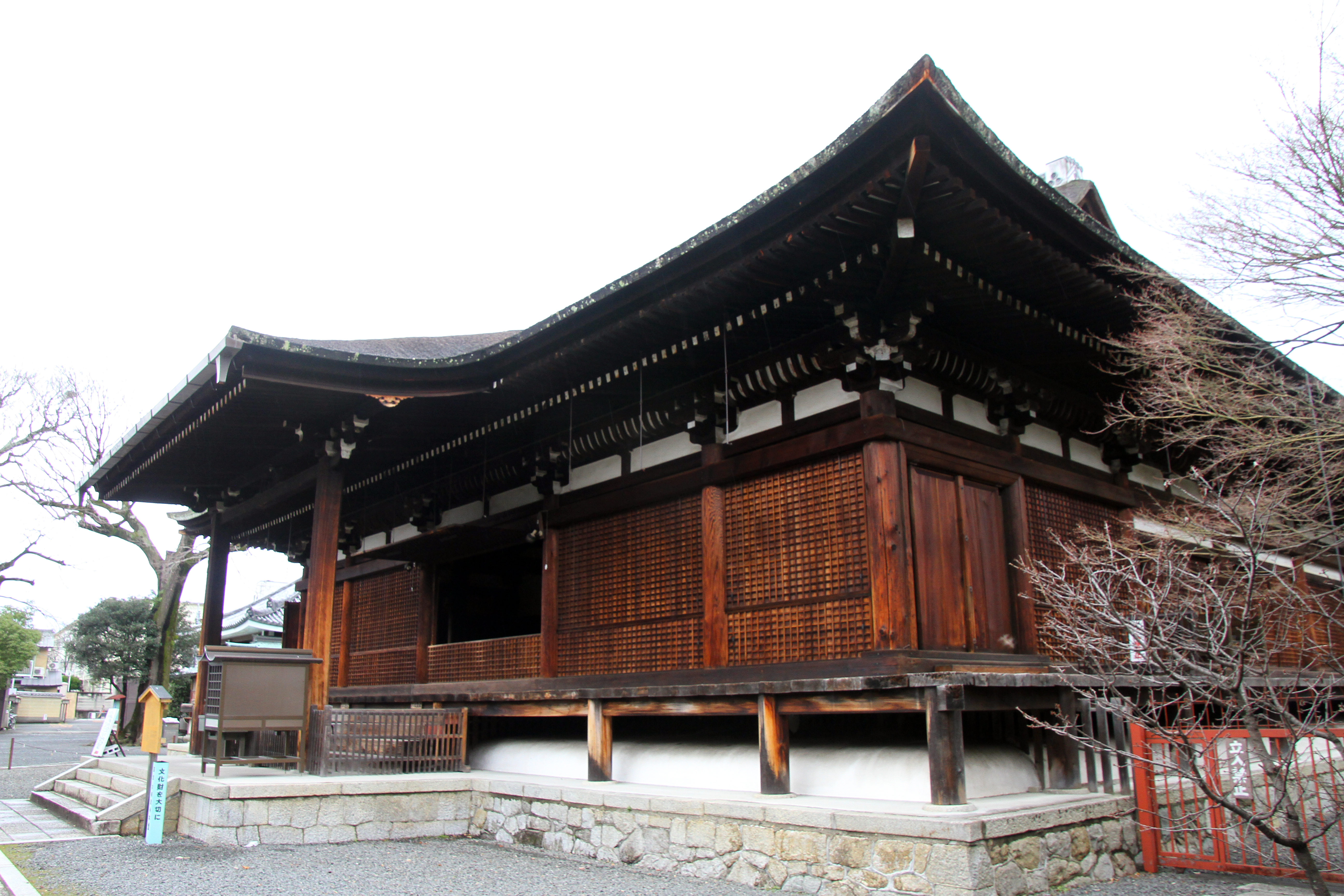
Le Daihōon-ji.
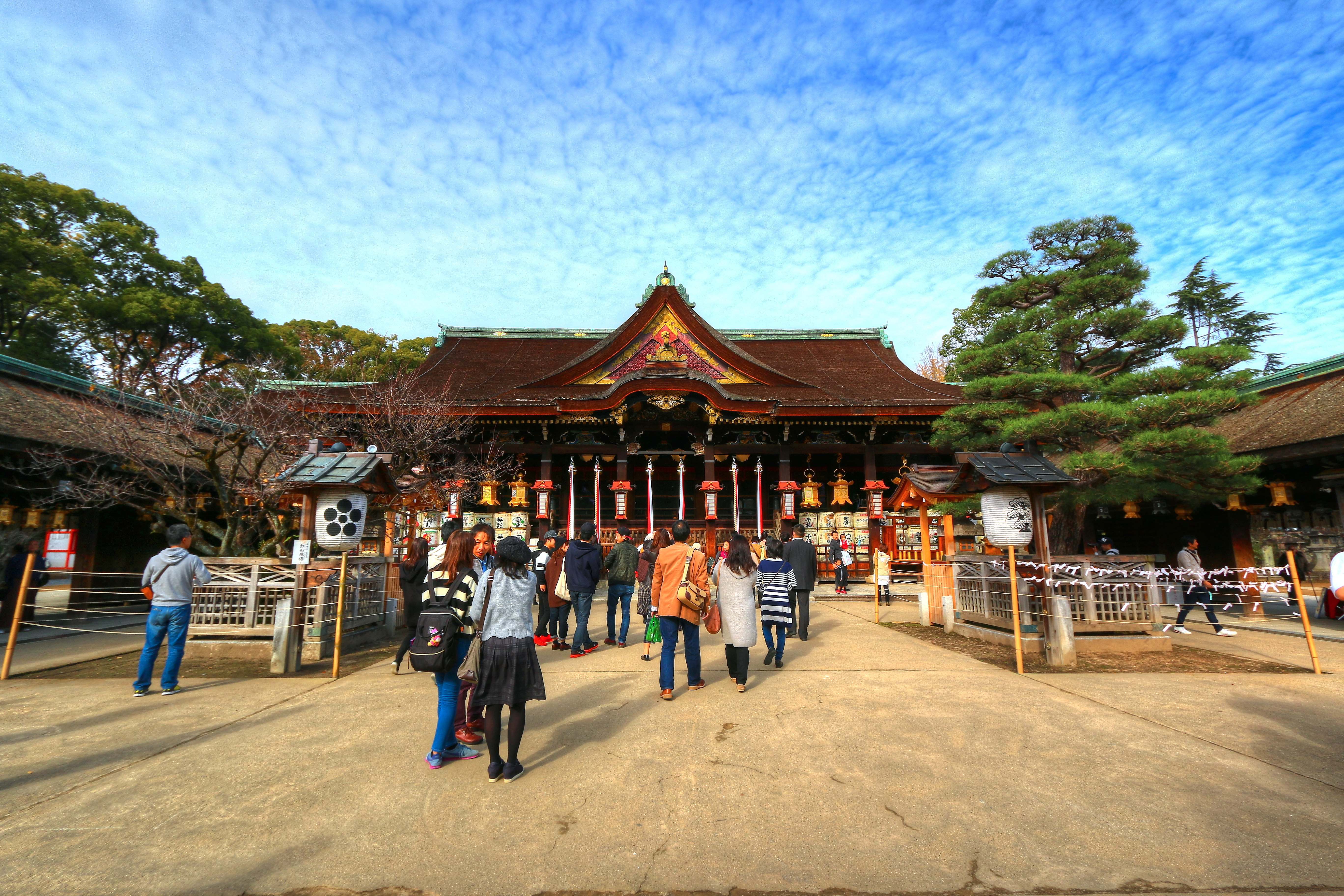
Sanctuaire principal du Kitano Tenman-gū.